# Ústav výzkumu globální změny Akademie věd České republiky
Ústav výzkumu globální změny AV ČR, v. v. i. (ÚVGZ AV ČR, CzechGlobe) je česká veřejná výzkumná instituce a evropské centrum excelence, jeden z ústavů Akademie věd České republiky. Sídlí na Starém Brně v Brně a zabývá se výzkumem globální změny, jejími projevy v atmosféře a dopady na biosféru a lidskou společnost.

## Zaměření
Ústav výzkumu globální změny AV ČR vznikl 1. ledna 2016 a věnuje se základnímu výzkumu probíhající globální změny, jejích příčin a dopadů na atmosféru a klima, ekosystémy a sociální a ekonomické systémy. Ústav je nástupnickou institucí Centra výzkumu globální změny AV ČR, a navazuje tak na 25letou tradici základního výzkumu problematiky globální změny, uhlíkového cyklu a ekofyziologie produkčních procesů rostlin.
Výzkum je cílen především na dynamiku pohybu skleníkových plynů v přízemní vrstvě atmosféry, podstatu a dynamiku uhlíkového cyklu ekosystémů, působení globální změny na řízené ekosystémy, predikci klimatu v regionálním měřítku a oceňování společenských dopadů změn včetně predikce zvládání rizik.

## Organizační struktura
Vědecká a odborná činnost ÚVGZ se realizuje na úrovni vědeckých týmů (oddělení či laboratoří), které jsou podle odborného zaměření zařazeny do jednotlivých sekcí, jejichž struktura je flexibilní, a umožňuje tak reagovat na aktuální zaměření výzkumu a typy řešených projektů. ÚVGZ zahrnuje pět výzkumných sekcí.

### Sekce klimatických analýz a modelování
- Oddělení analýzy proměnlivosti klimatu
- Oddělení klimatického modelování
- Oddělení dopadů klimatu na agroekosystémy
- Oddělení atmosférických toků a dálkového transportu látek

### Sekce ekosystémových analýz
- Oddělení toků energie a látek
- Oddělení dálkového průzkumu Země
- Oddělení výzkumu biodiverzity
- Oddělení geochemických a hydrologických cyklů

### Sekce environmentálních účinků na terestrické ekosystémy
- Laboratoř ekologické fyziologie rostlin
- Laboratoř metabolomiky a izotopových analýz
- Oddělení xylogeneze a tvorby biomasy
- Oddělení ekosystémové výměny stopových plynů

### Sektor humánních dimenzí dopadů globální změny
- Oddělení společenského rozměru globální změny
- Oddělení ukládání uhlíku v krajině

### Sekce adaptivních a inovačních technik
- Oddělení adaptivních biotechnologií
- Experimentální velkoobjemový fotobioreaktor

## Prvky infrastruktury
Moderní vědeckovýzkumnou infrastrukturu, jejíž převážná část byla vybudována z prostředků EU v rámci projektu Operačního programu Výzkum a vývoj pro inovace „CzechGlobe – Centrum pro studium dopadů globální změny klimatu“, reprezentuje:

### Atmosférická stanice

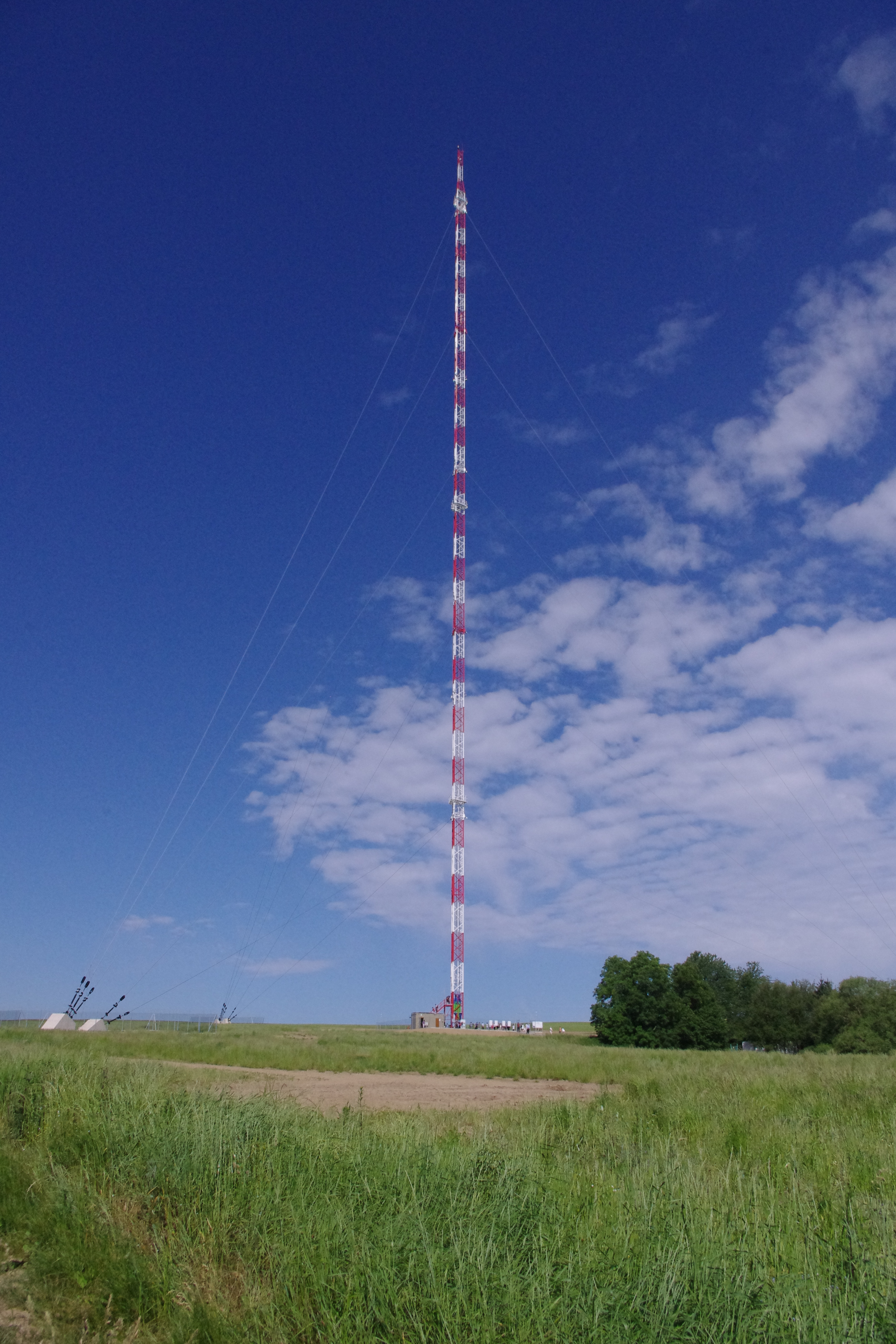
Atmosférická stanice Křešín u Pacova

Atmosférická stanice (AS) Křešín u Pacova na Českomoravské vrchovině slouží jako národní monitorovací bod výskytu a dálkového přenosu skleníkových plynů, vybraných znečišťujících látek a základních meteorologických charakteristik. Stanici tvoří 250 m vysoký atmosférický stožár, na jehož různých výškových úrovních jsou sledovány atmosférické koncentrace skleníkových plynů (CO2, CH4, CO, N2O, SF6), znečišťujících látek (troposférického ozonu, plynné rtuti, aerosolů), základní meteorologické charakteristiky (teplota, tlak a vlhkost vzduchu, směr a rychlost větru) a výška mezní vrstvy atmosféry. Toto zařízení je součástí sítě atmosférických stanic evropské výzkumné infrastruktury ICOS . Poloha v těsném sousedství observatoře Košetice a dalších výzkumných infrastruktur CzechGlobe činí atmosférickou stanici významnou v českém i evropském měřítku. AS Křešín u Pacova je open access výzkumnou infrastrukturou a je dostupná v transnational access režimu v rámci evropského projektu ACTRIS 2.

### Síť ekosystémových stanic

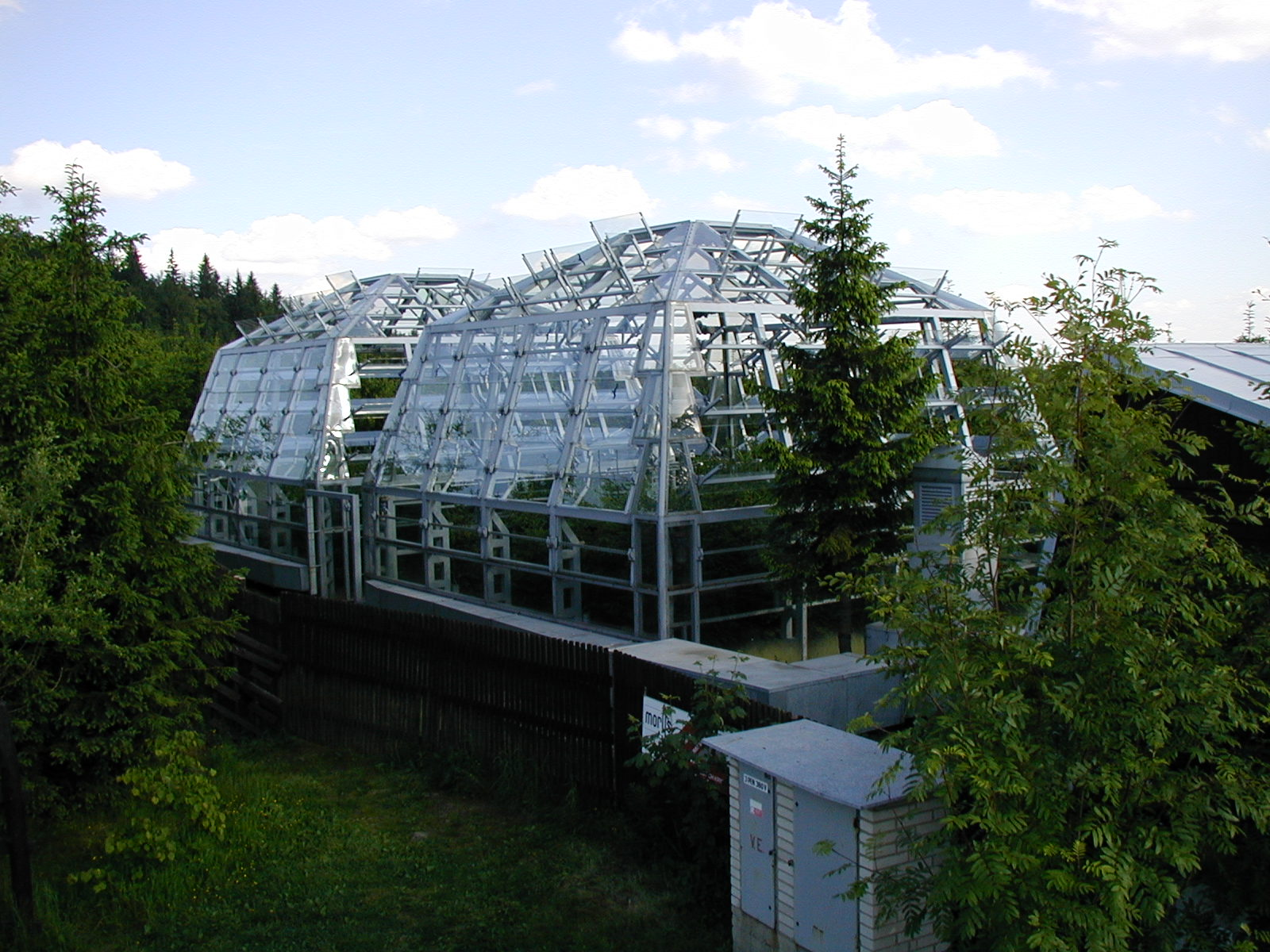
Ekosystémová stanice - Bílý Kříž

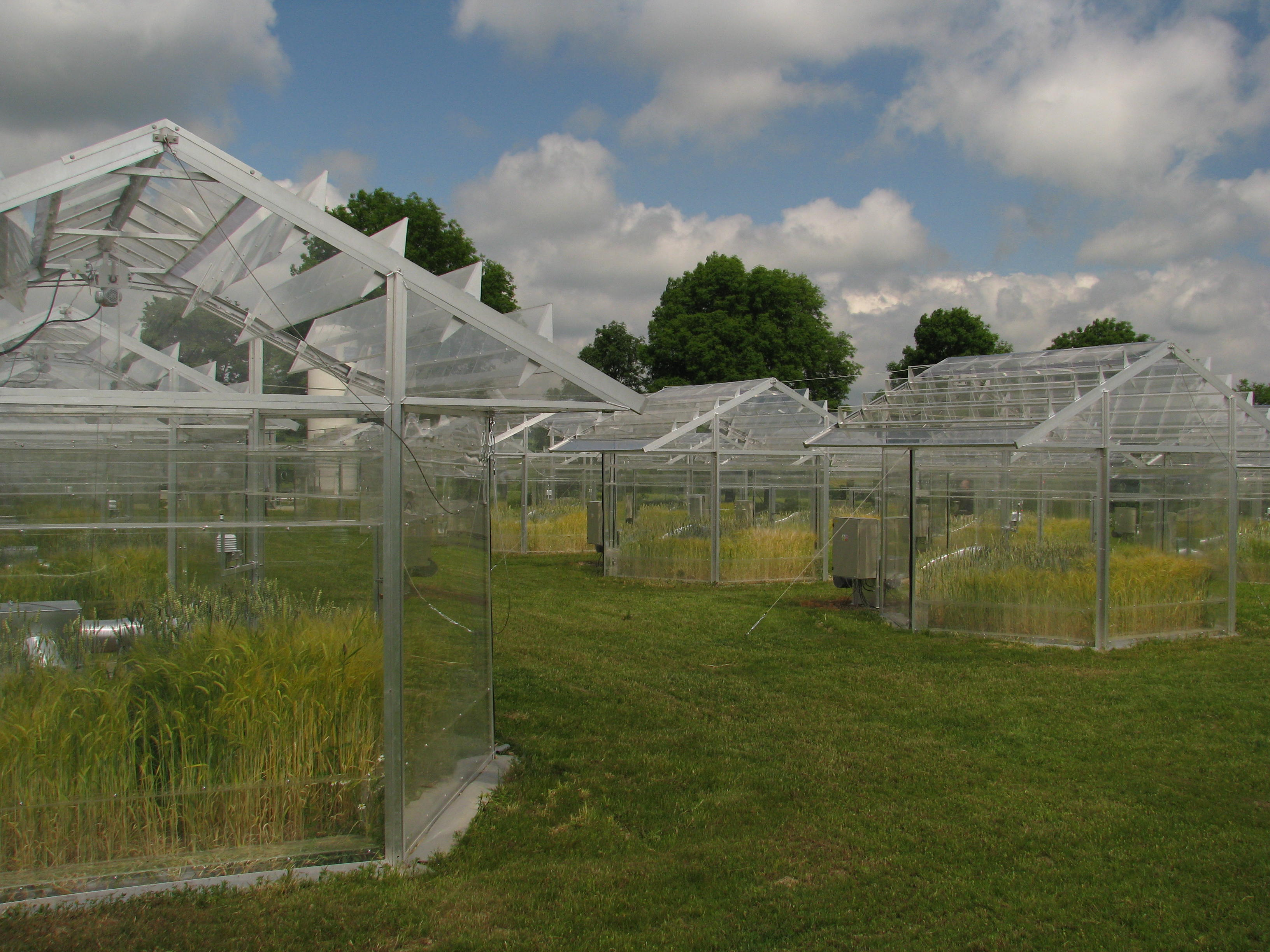
Experimentální stanice ekofyziologie rostlin - Domanínek

Ekosystémová stanice Lanžhot

Původní síť ekosystémových stanic (Bílý Kříž, Štítná, Třeboň, Křešín u Pacova, Rájec) byla modernizována a doplněna o nové stanice (Lanžhot, Domanínek) zaměřené na sledování, kvantifikaci a vyhodnocování toků uhlíku v základních typech ekosystémů ČR. Základem pro tato měření jsou meteorologické stožáry s eddy kovarianční technikou a se sensory pro sledování meteorologických prvků. Všech sedm ekosystémových stanic je vybaveno, podle protokolu ICOS, přístroji pro měření toků skleníkových plynů (CO2, N2O a CH4), vody, a energie mezi terestrickými ekosystémy a atmosférou, základních klimatických charakteristik, profilu CO2, spektrální reflektance a transpiračního toku dřevin.

### Systémy dlouhodobých impaktových experimentů
Pro zajištění experimentů, jejichž výsledky umožňují hodnotit interakce mezi působením projevů GZK a nezávislými environmentálními faktory z hlediska vlivu na fyziologii rostlin, produkční procesy, rostlinný metabolismus a adaptační mechanismy rostlin, byl v pavilonu experimentálních technik v Brně vybudován fytotronový sál s klastrem růstových komor (fytotronů) s automatickou regulací složení atmosféry, teploty, vlhkosti vzduchu a intenzity a spektrálního složení světla. Mimo to byl v Domanínku u Bystřice nad Pernštejnem vybudován polní systém kultivačních komor (Open top chambers), které spolu s kultivačními lamelovými minisférami na Bílém Kříži umožňují dlouhodobě kultivovat modelové rostlinné porosty v regulovaných podmínkách prostředí.

### Letecká laboratoř dálkového průzkumu Země

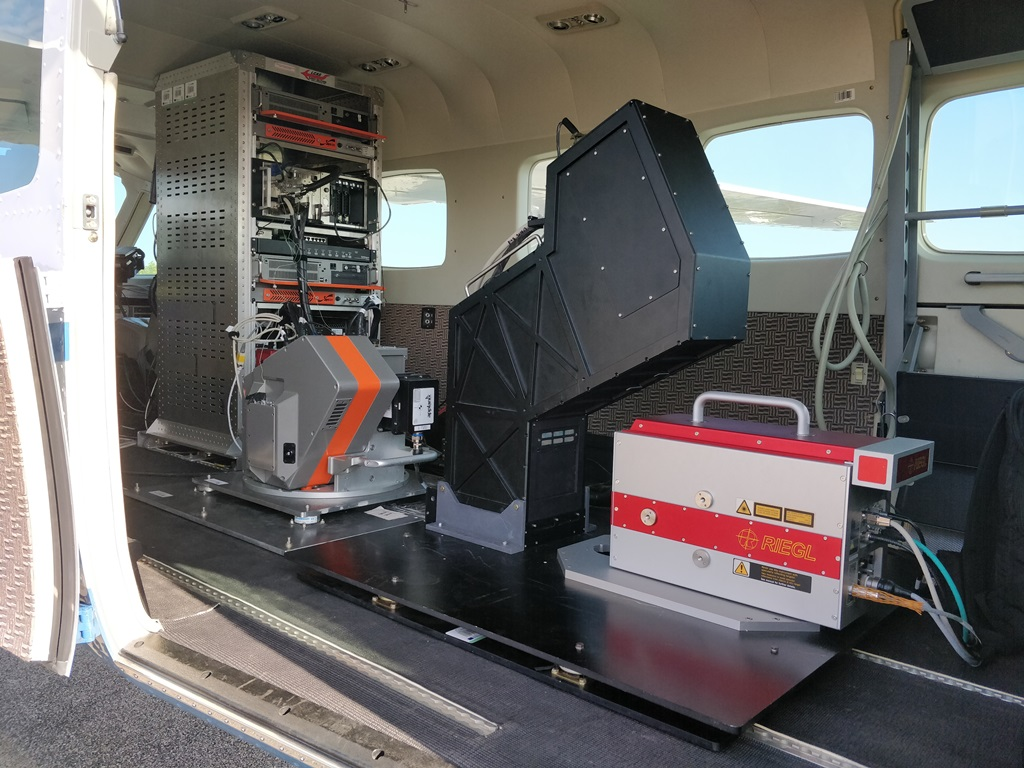
DPZ - letecká laboratoř

Pro procesové zobrazování uhlíkového cyklu byla vybudována[kde?] stanice sběru/příjmu a zpracování leteckých a satelitních dat FLIS (Flying Laboratory of Imaging Systems). Laboratoř zahrnuje letecký nosič, spektroradiometry snímající odražené sluneční záření ve spektrálním rozsahu 400-2500nm, termální jednopásmový sensor, GPS senzory, gyrostabilizační rámy, systém pro řízení senzorů za letu a podpůrnou pozemní laboratoř.[kde?] V rámci Letecké laboratoře DPZ byla zprovozněna pracovní stanice a datové úložiště pro zpracování a analýzu hyperspektrálních dat. Náhled nasnímaných dat v rámci ČR je k dispozici na Leteckých datech CzechGlobe .

### Centrální fyziologická, izotopová a metabolomická laboratoř rostlin

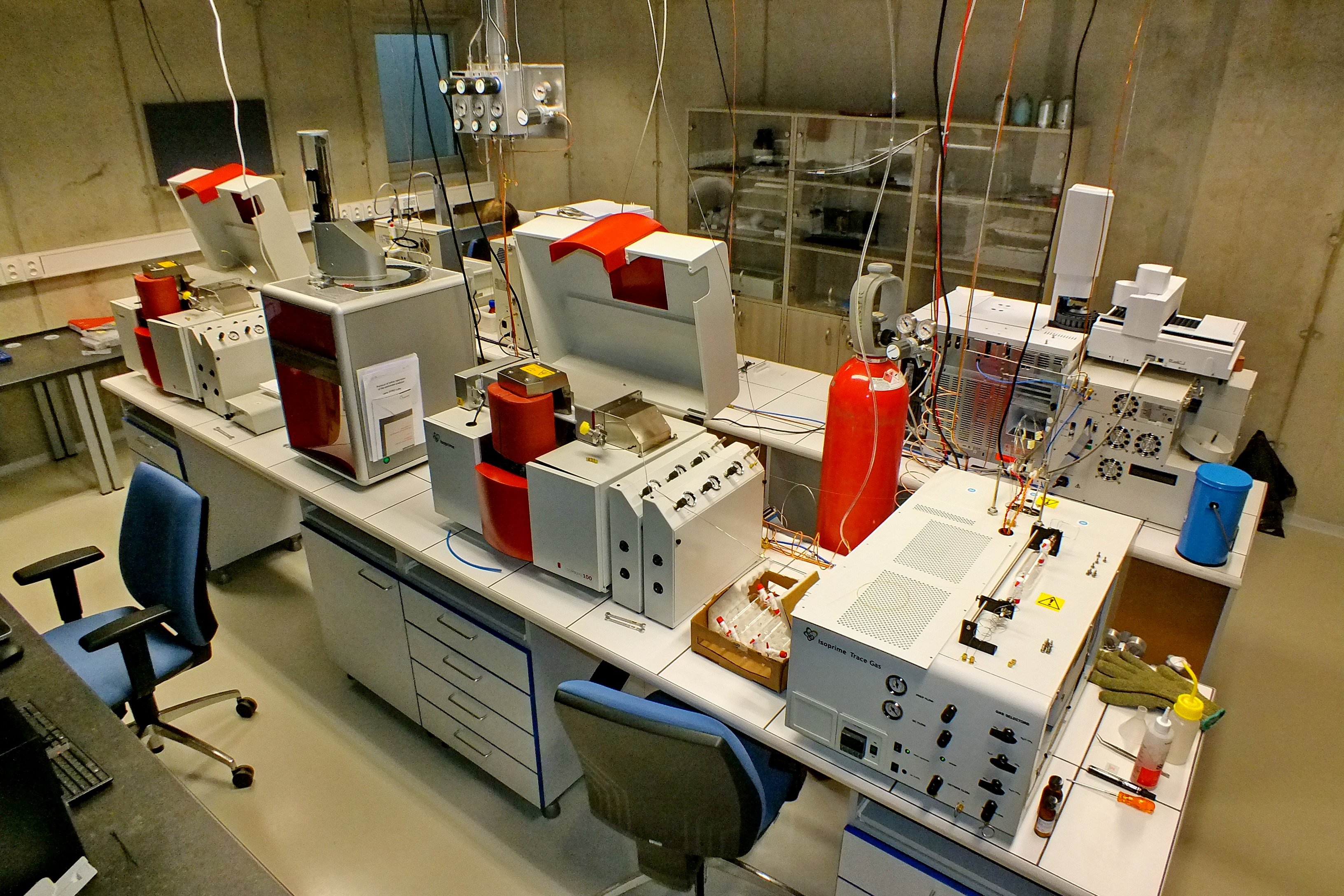
Izotopová laboratoř

V areálu Czechglobe v Brně byl vybudován pavilon experimentálních technik zahrnující centrální fyziologickou, izotopovou a metabolomickou laboratoř pro studium procesů asimilace uhlíku. Laboratoř ekofyziologických studií je vybavena souborem přenosných přístrojů pro ekofyziologická měření (gazometrické systémy, fluorimetry, spektroradiometry) a stacionárních analytických přístrojů (spektrofluorimetr, Ramanův spektrometr). Izotopová a metabolomická laboratoř je vybavena kompletním systémem dvourozměrné plynové chromatografie s hmotnostním detektorem těkavých a snadno derivatizovatelných metabolitů, vysokotlakou kapalinovou chromatografií s hmotnostním detektorem pro stanovení netěkavých metabolitů a izotopovým hmotnostním spektrometrem pro stanovení poměrů stabilních izotopů v plynných i pevných vzorcích systému půda-rostlina-atmosféra a poměru izotopů ve vybraných metabolitech. Laboratoř je dále vybavena termogravimetrickým analyzátorem.

### Kabinet socio-ekonomických studií
Pro potřeby výzkumu socioekonomické dimenze GZK byl vytvořen kabinet socio-ekonomických studií.[kde?] V rámci kabinetu byl zprovozněn statický a ekonometrický model pro integrované hodnocení socioekonomických dopadů GZK, zahrnujícího interakce mezi společností a službami ekosystémů ovlivněnými GZK. Tato hodnocení umožňují jak predikovat dopady zmírňujících a adaptačních opatření na ekosystémové služby, výkonnost ekonomiky a další ekonomické ukazatele, tak navrhovat optimalizovaná řešení těchto opatření.

### Výukové, informační a demonstrační centrum
Při experimentální lokalitě Domanínek funguje Technické, administrativní a školicí středisko. To slouží jako technické a laboratorní zázemí pro experimenty s rychlerostoucími dřevinami pro produkci biomasy a pro vícefaktorové polní experimenty v OTC a zároveň jako školící centrum pro studenty, firemní specialisty, poradce, pracovníky státní správy a samosprávy a vědeckou veřejnost zajímající se o problematiku obnovitelných zdrojů.